# Egidio Premiani
Egidio Premiani (Trieste, 16 febbraio 1908 – Trieste, 18 maggio 2002) è stato un cestista italiano.

## Carriera
Ha giocato con la Ginnastica Triestina, vincendo i campionati italiani 1932 e 1934.
Ha giocato anche con la maglia della nazionale italiana di pallacanestro l'Europeo 1935 e le Olimpiadi 1936, per un totale di quindici presenze.

## Palmarès
- Campionato italiano: 2

Ginnastica Triestina: 1932, 1934